# Alfonso Carafa
Alfonso Carafa (ur. 16 lipca 1540 w Neapolu, zm. 29 sierpnia 1565 tamże) – włoski kardynał.

## Życiorys
Urodził się 16 lipca 1640 roku w Neapolu, jako najstarszy syn markiza Antonia Carafy i Brianny Beltrano. Studiował literaturę włoską, łacińską i grecką pod kierunkiem Giovaniego Paola Flavia. Jego wuj Gian Pietro Carafa mianował go kanonikiem kapituły katedralnej w Neapolu, a następnie Alfonso został szambelanem papieskim i protonotariuszem apostolskim. 15 marca 1557 roku został kreowany kardynałem diakonem i otrzymał diakonię San Nicola in Carcere. 9 kwietnia został wybrany arcybiskupem Neapolu i mianowany administratorem apostolskim diecezji do czasu osiągnięcia wieku kanonicznego 27 lat. 6 dni później przyjął święcenia diakonatu. W latach 1557–1558 pełnił funkcję legata a latere na dworze Filipa II, a jesienią 1558 roku był także regentem Kamery Apostolskiej. Rok później został Bibliotekarzem Kościoła Rzymskiego, a 26 kwietnia 1660 roku został podniesiony do rangi kardynała prezbitera i otrzymał kościół tytularny Ss. Ioannis et Pauli. W czerwcu tego samego roku został fałszywie oskarżony o kradzież rzeczy z Kamery Papieskiej i zamknięty na kilka miesięcy w Zamku Świętego Anioła. Następnie został pozbawiony funkcji regenta, ukarany grzywną 100 tysięcy skudów i wydalony z Rzymu. Dwa lata później Pius VI przywrócił go do archidiecezji neapolskiej, a Carafa wziął udział w soborze trydenckim. 16 kwietnia 1654 roku przyjął święcenia kapłańskie, a 30 czerwca 1565 – sakrę biskupią. Zmarł z powodu wysokiej gorączki 29 sierpnia 1565 w Neapolu.